# Róża damasceńska
Róża damasceńska (Rosa × damascena Herrm.) – jeden z kilku gatunków róż uprawianych w basenie Morza Śródziemnego od czasów starożytnych i rozpowszechniony w ogrodach południowej i zachodniej Europy przez Rzymian. Jest to gatunek pochodzenia mieszańcowego, przy czym dwie wyróżniane grupy odmian mają różnych rodziców. Róże damasceńskie letnie (kwitnące raz w roku) pochodzą od róży francuskiej (R. gallica) i róży fenickiej R. phoenicia, podczas gdy róże damasceńskie jesienne (powtarzające kwitnienie) powstały w wyniku zmieszania róży francuskiej z różą piżmową (R. moschata) i południowoazjatycką Rosa fedtschenkoana. Róża damasceńska występuje wyłącznie w uprawie. Jej walorem są intensywnie pachnące kwiaty. Z odmian 'Versicolor' i 'Tringipetala' wyrabia się olejek różany. Odmiany 'Quatre Saisons', 'Mme Hardy' i 'York & Lancaster' sadzone są jako rośliny ozdobne.

## Morfologia
PokrójKrzew o wysokości do 1 (2) m. Igiełkowate kolce posiada tylko na pędach kwiatowych. Wytwarza rozłogi.
LiścieNieparzysto-pierzaste (5-listkowe), o podłużnie-jajowatych listkach, na spodniej stronie owłosionych, lecz bez gruczołków.
KwiatyWzniesione, o różnej barwie, rzadko tylko białe, pełne i pachnące.

## Zastosowanie
Roślina ozdobna. Uprawiana w ogródkach przydomowych, parkach, na skwerach. Uprawiana także do produkcji wody różanej oraz olejku różanego (służy do tego głównie odmiana 'Tringipetala' z największym zagłębiem upraw w Dolinie Róż w Bułgarii). 